# Haije Kramer

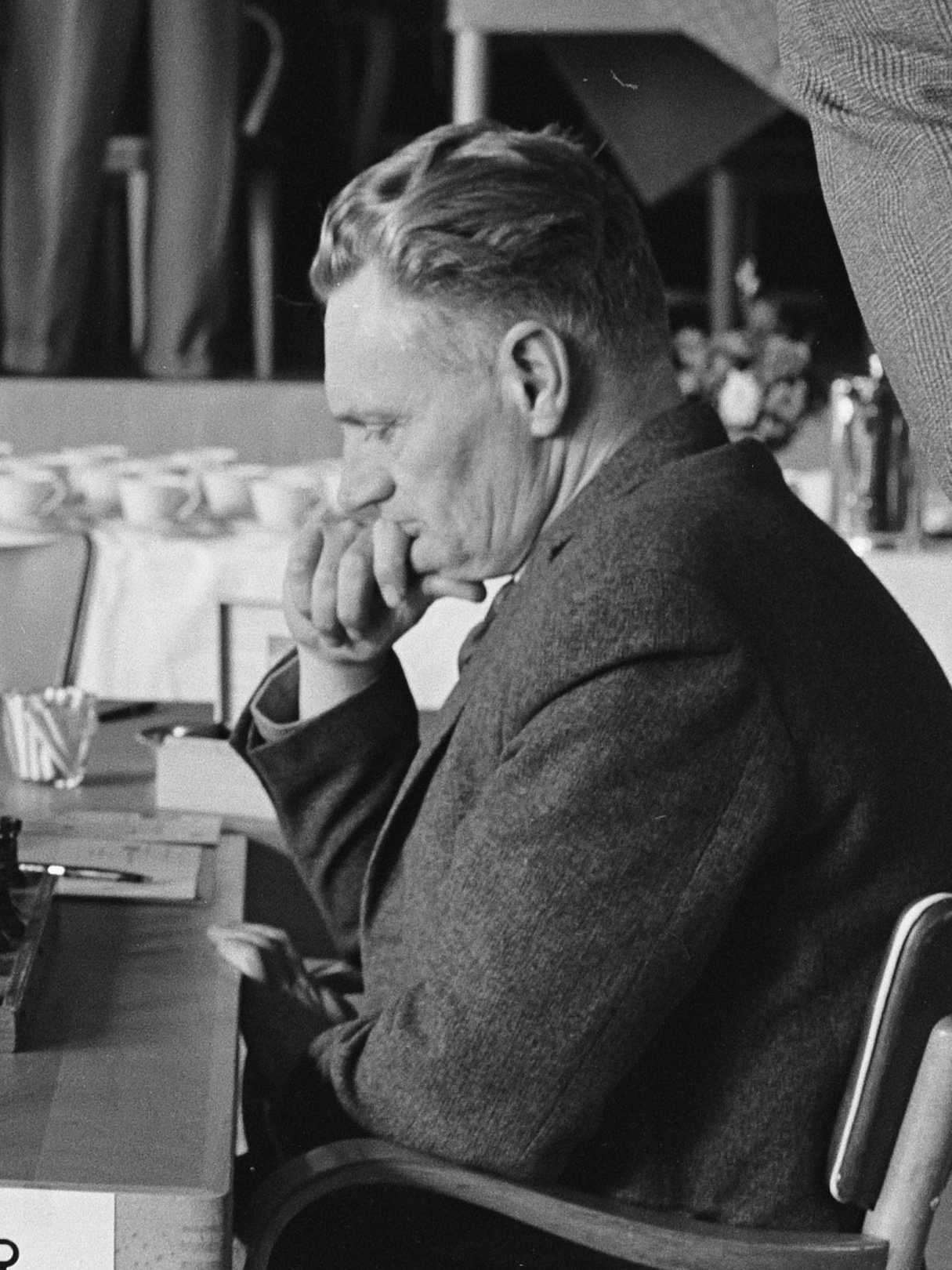
Haije Kramer, 1962

Haije Kramer (Leeuwarden, 24 november 1917 - 11 juli 2004) was een Nederlandse schaker die zijn liefde voor die sport gelijk verdeelde over het bordschaak en het correspondentieschaak. In 1940 speelde hij een tweekamp tegen Max Euwe die hij nipt verloor. In 1954 werd hij meester FIDE en hij speelde ook een aantal keren mee in de Schaakolympiade. In 1990 werd hij de ICCF grootmeester tijdens het Blassmemorial dat van 1987 tot 1992 verspeeld werd met als Horst Rittner als winnaar.
Haije is in 2004 overleden. Hij is zeventig jaar lid geweest van de Schaakvereniging Philidor 1847 en heeft gedurende zestig jaar de schaakkolom in de Leeuwarder Courant verzorgd. Ook in het Algemeen Dagblad heeft hij jarenlang het schaaknieuws bijgehouden. In 1995 schreef hij  een boek over het schaken in Friesland met als titel Friese Schaakkoningen.

Haije en J.H. Donner hebben elkaar ettelijke keren op de 64 velden ontmoet en waren aan elkaar gewaagd.
De schaakboekerij van Haije Kramer is in 2007 door de familie overgedragen aan Tresoar. Schaakliefhebber Remco Heite heeft de collectie bibliografisch ontsloten en tevens leven en werk van Haije Kramer in een monografie beschreven.